# 港町 (青森市)
港町（みなとまち）は、青森県青森市にある地名。現行行政地名は一丁目から三丁目まである。郵便番号は030-0901。

## 地理
港町は、青森市堤川東岸の河口・海岸付近に位置する。
港町一丁目は堤川に近い、東西に走る幹線道路の南側に位置する。二丁目はその道路をはさんで北側から海岸までである。三丁目は二丁目と南北に走る幹線道路をはさみ東側に隣接する。
幹線道路沿いには各種商店等が並ぶ。一丁目は大半が住宅地、二丁目・三丁目は、水産加工、自動車等の機械関係等、各種工場が点在する。二丁目の海岸には青森漁港がある。
東は合浦、南が茶屋町・合浦、西が堤川をはさんで青柳、北は陸奥湾に接する。

## 歴史
藩政時代は造道村字浪打に属した。1889（明治22）年、東津軽郡青森町に編入。大字造道字浪打となる。それまであまり開発は進んでいなかったが、明治の中頃に遊郭、漁師町が作られたことで開発が進む。

### 年表
- 1889年（明治22年） - 火災に遭った塩町の遊郭が移転。柳原遊郭となる。現在の港町一丁目から同二丁目の南西部に相当する地域にあたる。
- 1891年（明治24年）末 - 元弘前藩士 相馬駿が、現在の港町三丁目付近の開拓許可を青森町に出願する。翌年初めに許可され、漁師町として開拓が進められた。後に、開拓者の名前を取り、相馬町と呼ばれるようになる。
- 1910年（明治43年） - 青森大火で柳原遊郭が焼失する。遊郭は旭町の森紅園に移る。跡地は後に主要な地主の名前を取り「大坂町」と呼ばれるようになる。
- 1937年（昭和12年） - 青森漁港の修築工事が始まる。
- 1951年（昭和26年） - 戦争により中断していた青森漁港修築工事が再開する。
- 1962年（昭和37年） - 青森漁港の基本工事はほぼ完了。
- 1966年（昭和41年） - 6月1日、青森市東部地区住居表示整備事業により、港町一～三丁目が設置された。

### 町名の変遷
| 実施後     | 実施日                 | 旧町名         |
| ---------- | ---------------------- | -------------- |
| 港町一丁目 | 1966（昭和41）年6月1日 | 大字造道字浪打 |
| 港町二丁目 | 1966（昭和41）年6月1日 | 大字造道字浪打 |
| 港町三丁目 | 1966（昭和41）年6月1日 | 大字造道字浪打 |

## 交通

### 鉄道
当地に鉄道はない。ただし、終戦前の一時期、東北本線浪打駅からの貨物支線が設けられ、青森漁港付近にあった堤川貨物駅との間に石炭等を輸送する列車が運転されていた。

### バス
- 青森市市バス青柳線 - 茶屋町との境界の道路を運行。停留所は茶屋町・港町一丁目がある。

## 施設等
- 青森漁港
- 東北電力青森支店
- 東北電力ネットワーク青森支店
- 青森ガス株式会社
- 合浦児童遊園
- 青森港町郵便局
- 青森県漁業協同組合連合会冷凍工場